# Кріс-Кароль Бремер
Кріс-Кароль Бремер (нім. Chris-Carol Bremer, 5 січня 1971) — німецький плавець.
Учасник Олімпійських Ігор 1992, 1996, 2000 років.
Призер Чемпіонату світу з водних видів спорту 1994 року.
Призер Чемпіонату світу з плавання на короткій воді 1993, 1995 років.
Призер Чемпіонату Європи з водних видів спорту 1993, 1995 років.
Чемпіон Європи з плавання на короткій воді 1996 року.